# A GHOST STORY ア・ゴースト・ストーリー
『A GHOST STORY/ア・ゴースト・ストーリー』(A Ghost Story)は、2017年のアメリカ合衆国のファンタジー映画。監督はデヴィッド・ロウリー。主演はケイシー・アフレックとルーニー・マーラ。不慮の死を遂げた男がシーツを被った幽霊となって、遺された妻や世の移り変わりを見守り続ける姿を描いている。監督のロウリー、主演のアフレックとマーラのタッグは2013年公開の『セインツ -約束の果て-』でも組まれており、本作で二度目のタッグとなった。

## ストーリー
舞台は現代のダラス、自動車事故で死亡した一人の男は、白いシーツを被った幽霊に姿を変え、未亡人となった自分の妻に会いに行く。

## キャスト
- C: ケイシー・アフレック
- M: ルーニー・マーラ
- 預言者: ウィル・オールドハム（英語版）
- マリア: ソニア・アセヴェド
- 先駆者: ロブ・ザブレッキー（英語版）
- リンダ: リズ・フランケ
- 車椅子の男: グローバー・コールソン
- 医者: ケネイシャ・トンプソン
- 求婚者: バーロウ・ジェイコブス
- 子供: マコム・ケパ・Jr
- 幽霊女: ケシャ

## 製作
2016年春、デヴィッド・ロウリーは本作の脚本を執筆した。ディズニーのアニメ映画『ピートと秘密の友達』のポスト・プロダクション作業の終了後に本作の製作を予定していた。2016年11月、本作の製作が正式に決定し、ルーニー・マーラとケイシー・アフレックが『セインツ -約束の果て-』に引き続き主演を務めることが分かった。後にケシャがキャストに加わったことが分かった。

### 撮影
主要な撮影は2016年6月から開始した。本作の舞台の大半を占める一軒の家はすでに解体作業が進められていたため、無料で撮影することができた。

### 音楽
本作の劇伴はダニエル・ハートが作曲した。本作のサウンドトラックはミラン・レコーズから2017年7月7日に発売された。

## 公開
本作は2017年1月22日に開催されたサンダンス映画祭のプレミア部門にて初公開された。映画祭に先駆けてA24が本作の世界配給権を獲得した。

### 興行収入
本作はアメリカで、公開初週に4つの劇場で10万4300ドルの興収をあげた。一館ごとの平均興収は2万6008ドルで、その週の興収ランキングでは26位デビューとなった。最終的なアメリカでの興収は159万6371ドルとなった。

### 評価
本作は批評家・観客双方から賞賛されている。Rotten Tomatoesでは230の批評家レビューのうち91%が支持評価を下し、平均評価は10点中7.9点となった。Metacriticでは163のユーザーレビューに基づいて、平均評価は10点中6.9点となった。Metascoreは46の批評家レビューに基づいて、100点中84点となった。

### 受賞とノミネート
| 賞                                   | 日付           | 部門                               | 対象                           | 結果       | 出典          |
| ------------------------------------ | -------------- | ---------------------------------- | ------------------------------ | ---------- | ------------- |
| ボストン映画批評家協会賞             | 2017年12月10日 | 編集賞                             | デヴィッド・ロウリー           | 受賞       | [ 20 ]        |
| ドーヴィル映画祭                     | 2017年9月9日   | 啓示賞                             | デヴィッド・ロウリー           | 受賞       | [ 21 ]        |
| ドーヴィル映画祭                     | 2017年9月9日   | 批評家賞                           | デヴィッド・ロウリー           | 受賞       | [ 21 ]        |
| ドーヴィル映画祭                     | 2017年9月9日   | 審査員賞                           | デヴィッド・ロウリー           | 受賞       | [ 21 ]        |
| ドーヴィル映画祭                     | 2017年9月9日   | グランドスペシャル賞               | デヴィッド・ロウリー           | ノミネート | [ 21 ]        |
| ファンタジア国際映画祭               | 2017年8月3日   | カメラ・ルチダ賞                   | デヴィッド・ロウリー           | 受賞       | [ 22 ]        |
| ジョージア映画批評家協会賞           | 2018年1月12日  | 作品賞                             | ア・ゴースト・ストーリー       | ノミネート | [ 23 ]        |
| ジョージア映画批評家協会賞           | 2018年1月12日  | 歌曲賞 (オリジナルソング賞)        | "I Get Overwhelmed"            | ノミネート | [ 23 ]        |
| ヒューストン映画批評家協会           | 2018年1月6日   | 歌曲賞 (オリジナルソング賞)        | "I Get Overwhelmed"            | ノミネート | [ 24 ]        |
| ヒューストン映画批評家協会           | 2018年1月6日   | テキサス・インディペンデント映画賞 | ア・ゴースト・ストーリー       | 受賞       | [ 24 ]        |
| インディペンデント・スピリット賞     | 2018年3月3日   | ジョン・カサヴェテス賞             | ア・ゴースト・ストーリー       | ノミネート | [ 25 ]        |
| ナショナル・ボード・オブ・レビュー賞 | 2018年1月4日   | トップ10作品                       | ア・ゴースト・ストーリー       | 受賞       | [ 26 ] [ 27 ] |
| オンライン映画批評家協会賞           | 2017年12月28日 | 作品賞                             | ア・ゴースト・ストーリー       | ノミネート | [ 28 ] [ 29 ] |
| シッチェス・カタロニア国際映画祭     | 2017年10月14日 | 撮影賞                             | アンドリュー・ドロス・パレルモ | 受賞       | [ 30 ]        |
| シッチェス・カタロニア国際映画祭     | 2017年10月14日 | Carnet Jove Jury Award             | デヴィッド・ロウリー           | 受賞       | [ 30 ]        |
| サンダンス映画祭                     | 2017年1月22日  | 観客賞                             | デヴィッド・ロウリー           | ノミネート | [ 31 ]        |